# Отерив
Отерив (фр. Auterrive) насеље је и општина у југозападној Француској у региону Аквитанија, у департману Атлантски Пиринеји која припада префектури По.
По подацима из 2011. године у општини је живело 120 становника, а густина насељености је износила 38,96 становника/km². Општина се простире на површини од 3 km². Налази се на средњој надморској висини од 22 метара (максималној 35 m, а минималној 16 m).

## Демографија
| 1962. | 1968. | 1975. | 1982. | 1990. | 1999. | 2011. |
| ----- | ----- | ----- | ----- | ----- | ----- | ----- |
| 195   | 195   | 163   | 151   | 146   | 137   | 120   |

График промене броја становника у току последњих година